# アーノルド・ドルメッチ
ユージン・アーノルド・ドルメッチ（Eugène Arnold Dolmetsch、1858年2月24日 - 1940年2月28日）は、フランス出身のイギリスで活動した演奏家、楽器製作者。20世紀における古楽復活の先駆者である。

## 生涯

### 幼少期
ルドルフ・アーノルド・ドルメッチとその妻マリー・ゼリー（旧姓ギロアール）の元に生まれる。
ドルメッチ家のルーツはボヘミアであるといわれているが、アーノルドが生まれたころはフランスのル・マンでピアノ製造業を営んでいた。ドルメッチは家族の工房で楽器製作の技術を習得し、その技術は後に古楽の工房でも活用された。
ドルメッチはブリュッセル音楽院でアンリ・ヴュータンにヴァイオリンを学んだ。1883年よりロンドンの王立音楽大学に留学し、そこでヘンリー・ホームズとフレデリック・ブリッジに師事。1889年に学士号を取得した。

### 古楽の復活

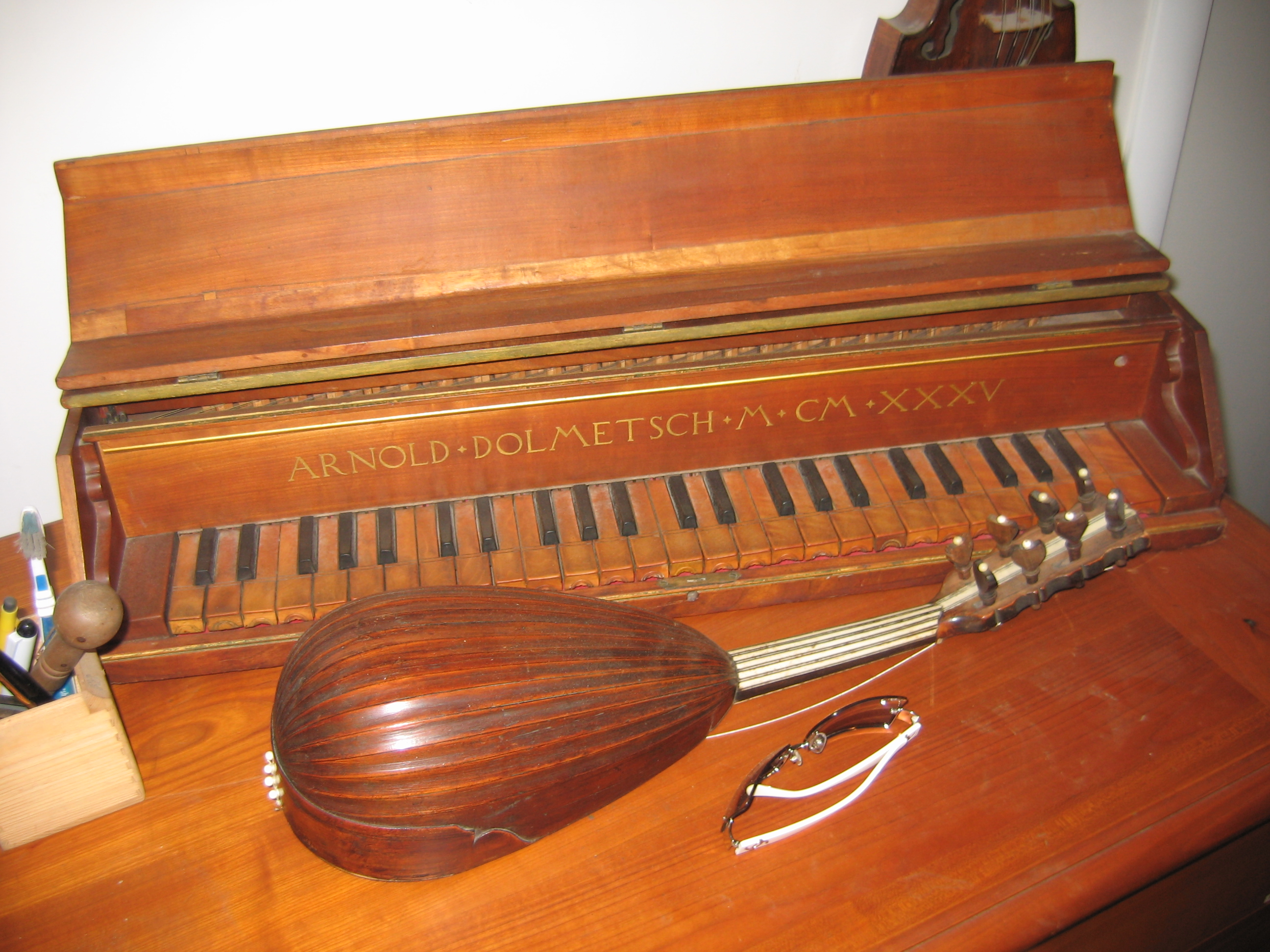
ローマの弦楽器製作者クロード・ルーベのスタジオにある楽器の写真。アーノルド・ドルメッチ作

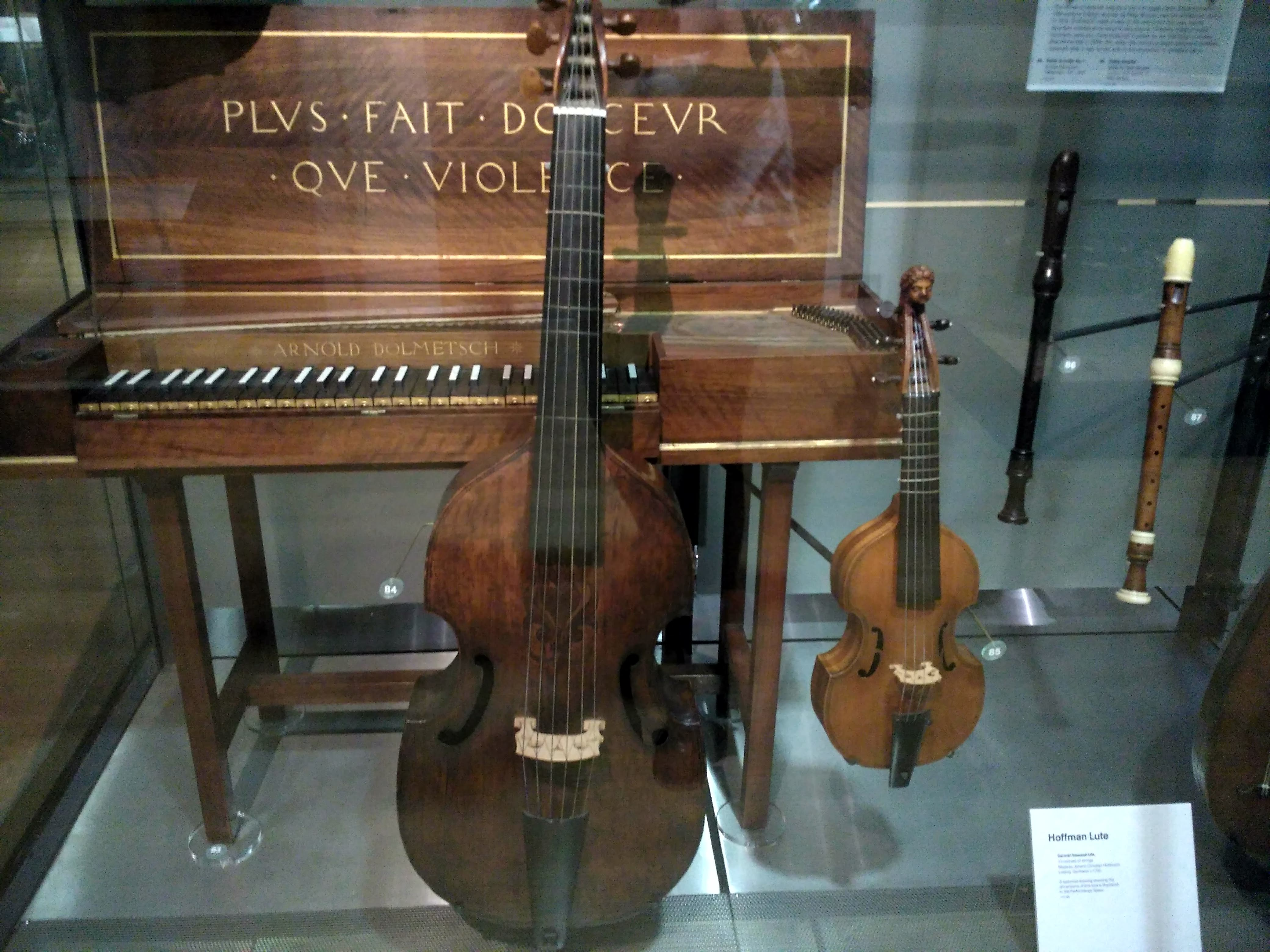
ロンドンのホーニマン博物館にあるドルメッチによって製造・修復された楽器。

卒業後はダリッジ・カレッジの音楽教師となったが、大英博物館で歴史的楽器の展示を目にして、古楽器に興味を持つようになった。友人で支援者のウィリアム・モリスは彼にチェンバロを作るよう勧めた。 1900年、彼はエリザベス朝舞台協会による『ハムレット』の公演会で、次に17世紀の楽器を演奏するカーペンターズ・ホール（Carpenters' Hall）で管弦楽団を指揮した。彼はイギリスを離れ、1893年にリュートを製作したのをはじめとして、1905年から1911年までボストンのチッカリング社のために、1911年から1914年までフランスのガヴォー社のためにクラヴィコードとハープシコードを製作した。
ドルメッチがチッカリングに在籍していた間、彼は同地で活躍する建築家のルケルとゴッドフリーの援助を受けて、一部自身が設計したマサチューセッツ州ケンブリッジの家に住んでいた。後援者であるベレ・スキナーは、ケンブリッジでのドルメッチの仕事を通じて、マリー・アントワネットらが所有していたスピネットを含む多くの古楽器を修復することができたと書いた。それらの楽器は、今日エール大学楽器コレクションに保管されている。
その後、サリー州ヘーズルミアに楽器製作工房を構え、ヴィオール属・リュート・リコーダー・鍵盤楽器などほとんどすべての15世紀から18世紀までの楽器を復元した。1915年には『17・18世紀の演奏解釈（The Interpretation of the Music of the XVIIth and XVIIIth Centuries）』を著し、オーセンティックな古楽演奏の発展の基礎を築いた。1925年には「国際ドルメッチ古楽音楽祭」を創設した。これは毎年7月にヘーズルミアで開催される室内楽祭である。
ドルメッチはダリジに定住し、ドルメッチはロンドンの芸術家と積極的に交流し、友人や支援者にはウィリアム・モリス、セルウィン・イメージ、ロジャー・フライ、ガブリエーレ・ダヌンツィオ、ジョージ・バーナード・ショー、マルコ・パリス、エズラ・パウンド、ジョージ・ムーア、ウィリアム・バトラー・イェイツなどが含まれる。
彼の貢献として、アマチュアや学校教育へのリコーダーの普及、ジョン・ジェンキンズやウィリアム・ローズなどイギリスのヴィオール・コンソート作曲者の再評価が挙げられる。ドルメッチのこの功績について、音楽学者ウィリアム・ヘンリー・ハドウは、「忘れ去られていた美の宝庫への扉を開いた」と賞賛した。彼はまた、本格的なコンサート用の楽器として、またアマチュア演奏家が古楽を利用できるように改造したリコーダーの開発にも関わった。彼は学校で音楽を教育するための楽器としてリコーダーを宣伝し続けた。
1937年にはイギリス政府より国家年金が支給され、1938年にはフランス政府からレジオンドヌール勲章（シュヴァリエ）を贈られた。
1940年にハスレミアで没した。

## 家族

ドルメッチ家の集合写真
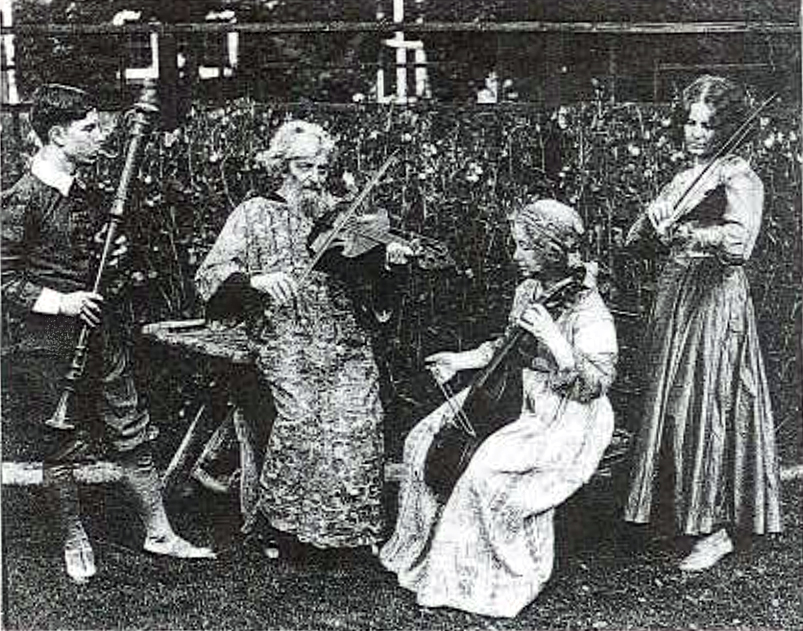
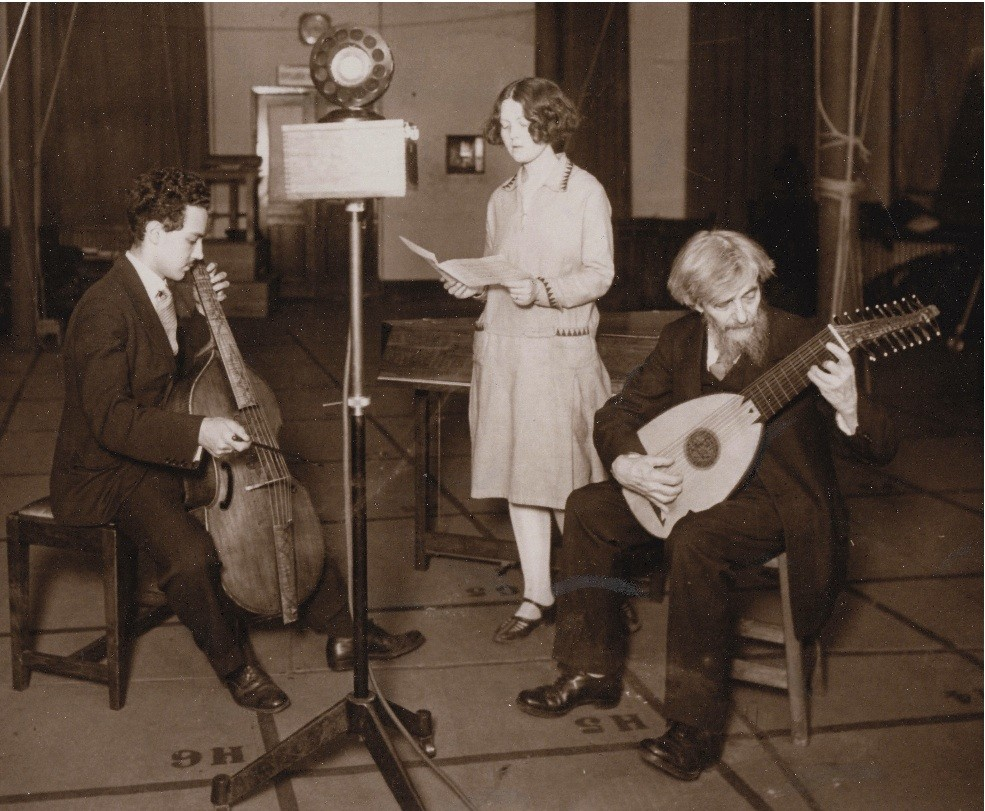
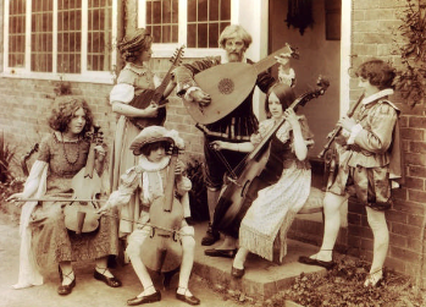

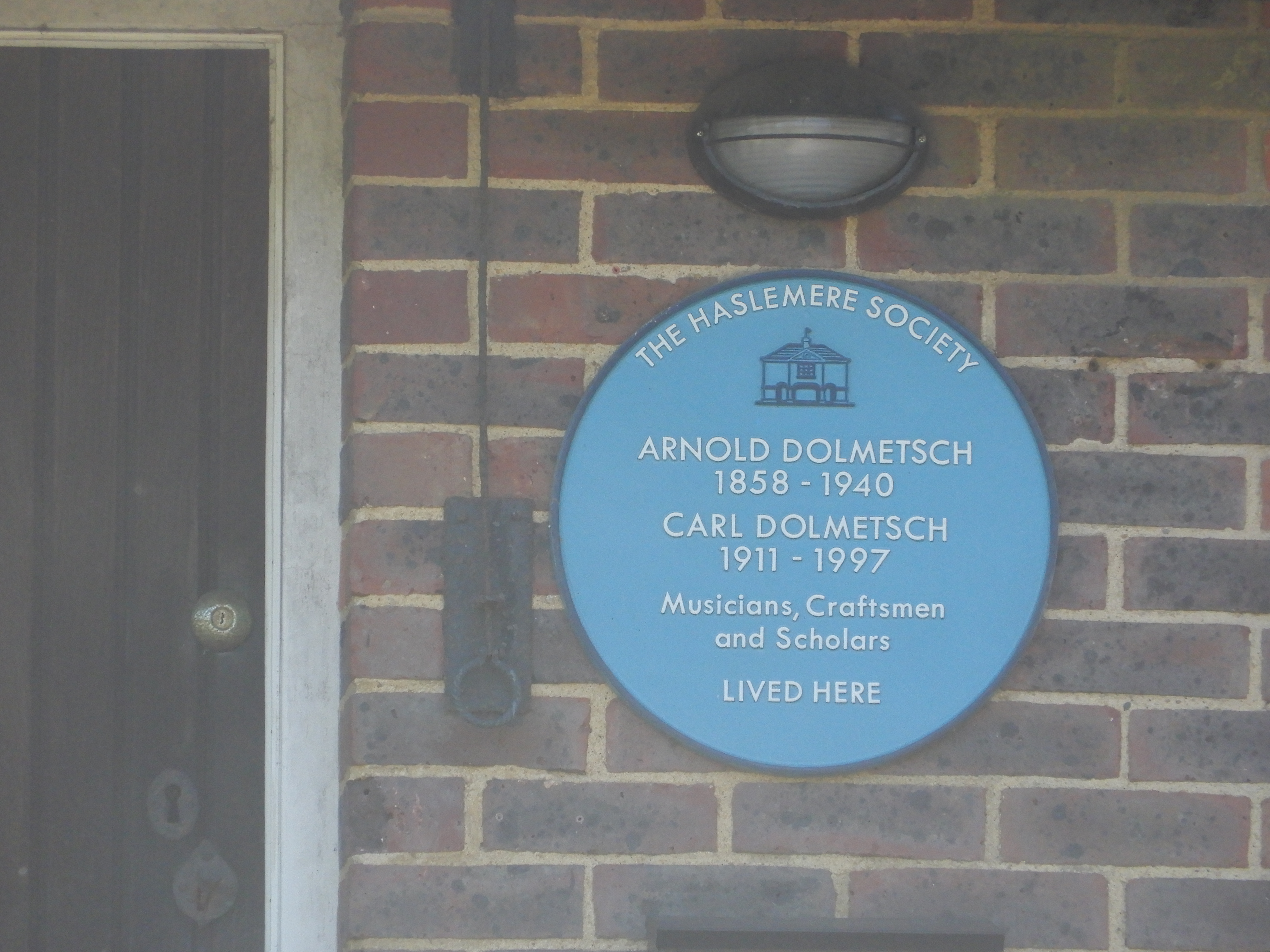
ドルメッチの住居に取り付けられたブルー・プラーク

ドルメッチは3回の結婚歴がある。最初に10歳年上の未亡人であるマリー・モレルと結婚したが、1898年に離婚した。2番目の妻は1899年9月11日にチューリッヒで結婚したエロディ・デジレだった。彼の兄の妻。デジレとは1903年に離婚した。1903年9月23日に弟子の一人であったメイベル・ジョンストン（1874-1963）を3度目の妻とした。
ドルメッチは家族に楽器製作の技術や演奏技術を伝え、家族は積極的に演奏会やワークショップに出演し、ドルメッチの工房で製作された楽器を演奏した。ドルメッチの死後は、彼の家族が古楽器の製作と演奏を伝えた。
- メイベル・ドルメッチ（1874-1963）：妻。バス・ヴィオール奏者。歴史的舞踊研究の権威。
- ルドルフ・ドルメッチ（1906–1942）：長男。ハープシコード奏者。第二次世界大戦で戦死。
- ナタリー・ドルメッチ（1905年7月31日 – 1989年2月14日）：長女。ヴィオラ・ダ・ガンバ奏者。ヴィオラ・ダ・ガンバ協会を創設した。
- カール・フレデリック・ドルメッチ（1911–1997）：次男。リコーダー奏者。父の死後、家業を継いだ。
- セシル・ドルメッチ（1904–1997）：次女。ヴィオラ・ダ・ガンバ奏者。